# Rue de Civry
La rue de Civry est une rue du 16e arrondissement de Paris. 

## Situation et accès
D'une longueur de 230 mètres, elle débute au 89, boulevard Exelmans et se termine au 20, rue de Varize.

## Origine de ce nom
Cette rue honore le village de Civry, situé près de Châteaudun, célèbre par la défense du 18 octobre 1870, au cours de la guerre de 1870, que les Prussiens incendièrent, ainsi que Varize,,.

## Historique
Cette voie est ouverte par un arrêté du 4 novembre 1869 et prend sa dénomination actuelle en vertu d'un décret du 10 février 1875.
Le 6 août 1918, durant la Première Guerre mondiale, un obus lancé par la Grosse Bertha explose dans la rue de Civry.

## Bâtiments remarquables et lieux de mémoire

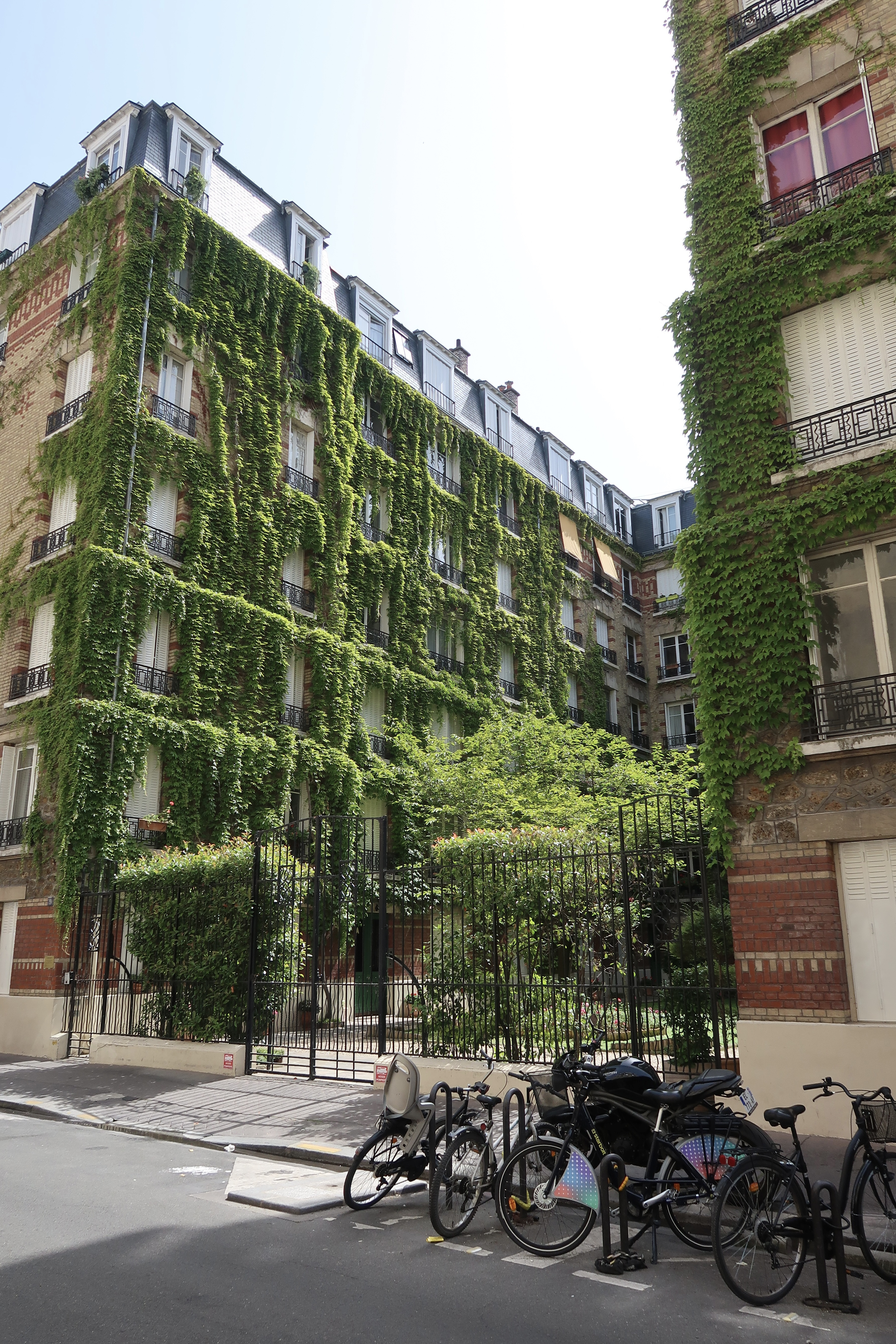
Mur végétalisé au no 9.
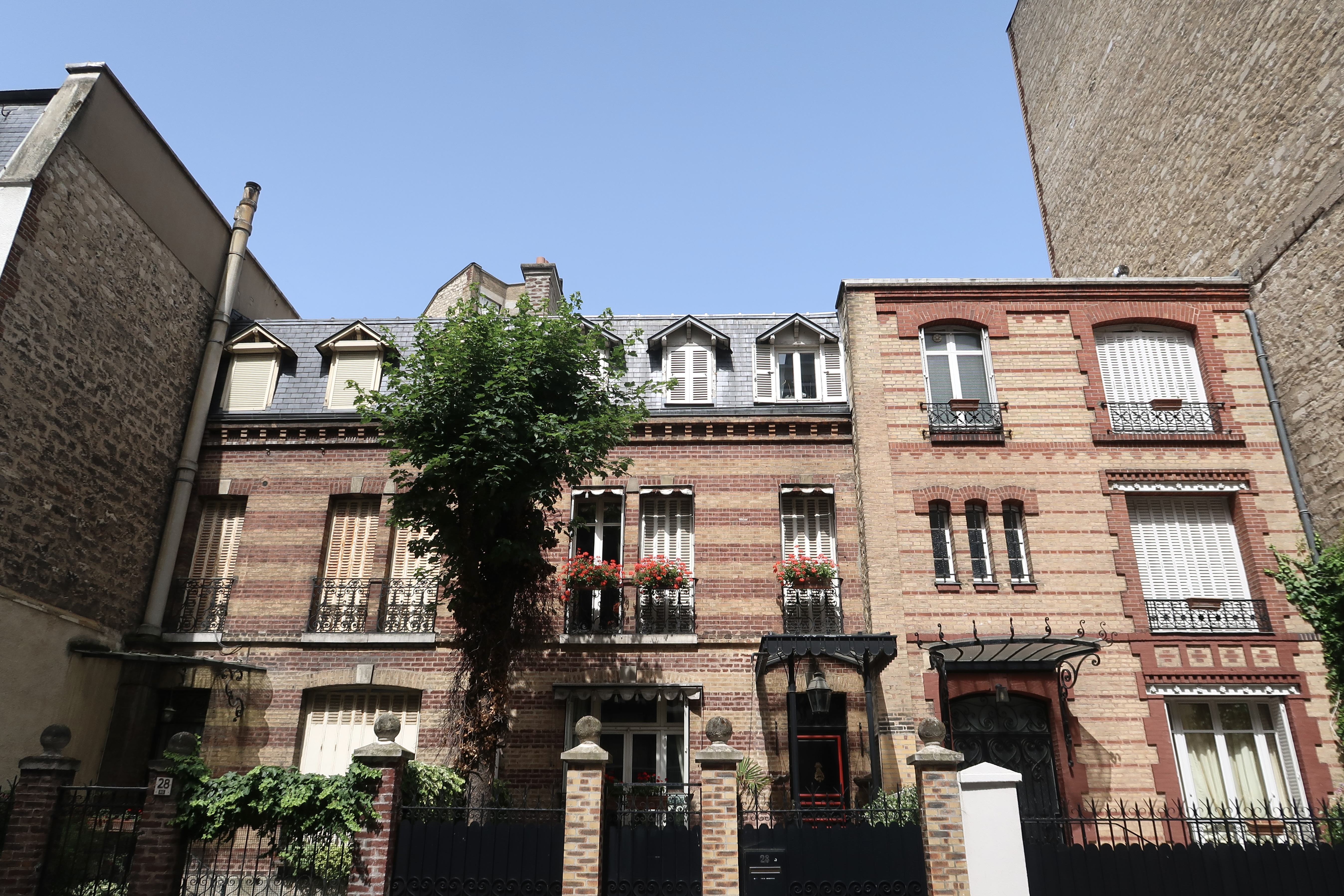
Maisons aux nos 26-28 bis.
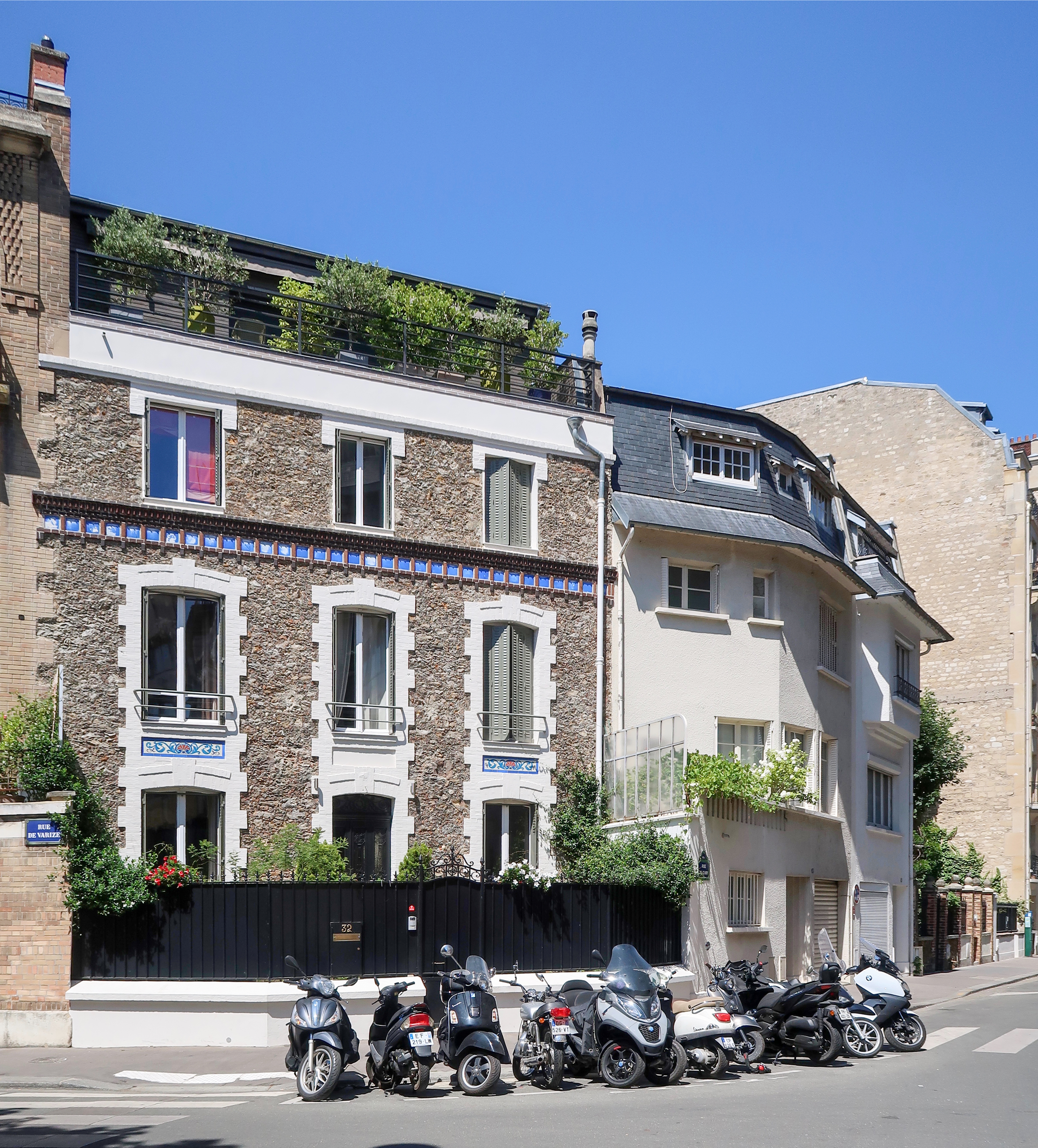
No 32, au croisement avec la rue de Varize.